# Ходемчук Валерій Ілліч

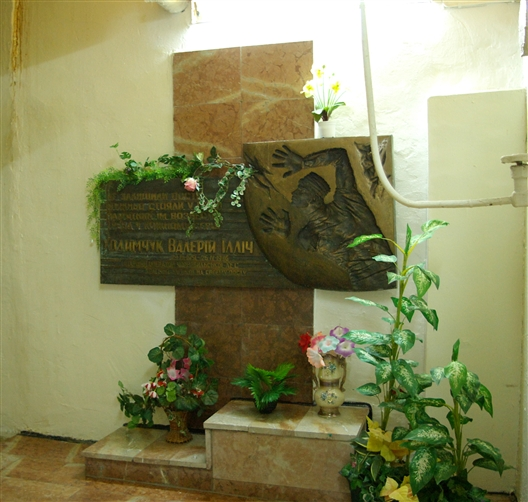
Меморіальна дошка Вале́рію Ходемчуку поруч з 4 енергоблоком.

Вале́рій Іллі́ч Ходемчу́к (нар. 24 березня 1951, с. Кропивня, Київська область — пом. 26 квітня 1986, ЧАЕС) — старший оператор головного циркуляційного насоса 4-го енергоблока реакторного цеху Чорнобильської АЕС, перша жертва аварії. Кавалер  Орден «Знак Пошани»    (24.12.1986) — посмертно. Кавалер Орден «За мужність» 3-го ступеня (12.12.2008) — посмертно

## Біографія
Валерій Ходемчук народився 24 березня 1951 року в селі Кропивня Іванківського району Київської області. Працювати на Чорнобильській АЕС розпочав 4 вересня 1973 року, де обіймав посади машиніста котлів, старшого машиніста котлів цеху теплових та підземних комунікацій, оператора 6 групи, старшого оператора 7 групи головного циркуляційного насоса 4-го енергоблока реакторного цеху.
У ніч на 26 квітня 1986 року Валерій Ходемчук став першою жертвою вибуху на четвертому енергоблоці. Під час вибуху був на робочому місці поблизу головних циркуляційних насосів, тіло не знайдено, похований під завалами 4-го енергоблока.

## Нагороди
- Орден «Знак Пошани» (посмертно)
- Орден «За мужність» III ст. (посмертно) (12 грудня 2008) — за мужність, самовідданість, високий професіоналізм, виявлені під час ліквідації наслідків Чорнобильської катастрофи, вагомі трудові досягнення, активну громадську діяльність[2]

## У мистецтві
Згадується у документальному фільмі «Чорнобиль: Два кольори часу» (Укртелефільм, 1986-88). Також епізодично показазний в мінісеріалі компанії HBO «Чорнобиль» (роль зіграв Кіран О'Браєн).
У книзі Ліни Костенко «Записки українського самашедшого» 2011 рік.